# Blue Mesa Reservoir
Das Blue Mesa Reservoir ist der größte Stausee des US-Bundesstaates Colorado. Es liegt im südwestlichen Colorado zwischen den West Elk Mountains und dem San-Juan-Gebirge im Gunnison County. Der Stausee ist Teil der Curecanti National Recreation Area.

## Talsperre
Der See wird durch die Talsperre Blue Mesa aufgestaut und überflutet den Großteil der ehemals 80 km langen Gunnison-Schlucht, deren verbliebener Teil im Westen (Black Canyon) im Jahr 1999 unter den staatlichen Schutz eines Nationalparks gestellt wurde.

## Stausee
Der Stausee ist 32 Kilometer lang, die maximale Speicherkapazität beträgt 1,16 Mrd. m³ (1,16 km³) bei einer maximalen Tiefe von 113 m.
Wie viele andere Stauseen dient er zur Energiegewinnung, dem Hochwasserschutz, der Bewässerung sowie als Naherholungsgebiet. Der See ist Teil des Erholungsgebiets Curecanti, das unter der Verwaltung des National Park Service steht.  Für die lokale Bevölkerung ist das Blue Mesa Reservoir ein beliebtes Angel- und Wassersportzentrum.